# 1886 ve fotografii

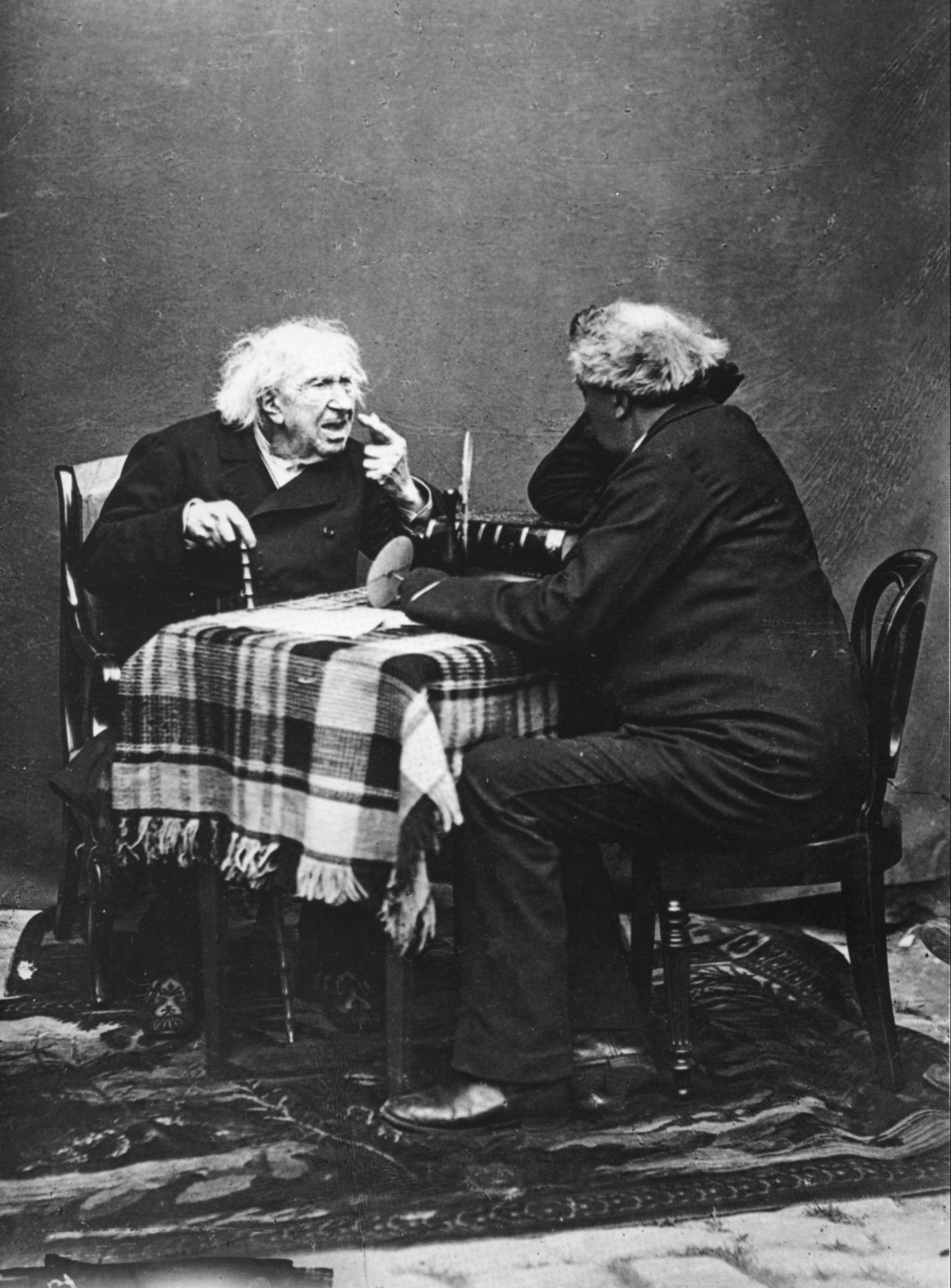
Félix Nadar, Paul Nadar: Rozhovor pana Nadara s panem Chevreulem v den jeho stých narozenin, 1886

Tento článek obsahuje významné fotografické události v roce 1886.

## Události
- Peter Henry Emerson vydal svou první fotografickou knihu Life and Landscape on the Norfolk Broads.
- Přibližně v roce 1886 se Félix Nadar a jeho syn Paul rozhodli ke společnému dílu s názvem Rozhovor pana Nadara s panem Chevreulem v den jeho stých narozenin. Jednalo se o rozhovor s lékárníkem M. E. Chevreulem (101 let), který vedl Nadar-otec a fotografoval Paul. Soubor fotografií[1], který se ve stejném roce objevil v časopise L'Illustration, je považován za průkopnickou práci v historii vývoje fotografické reportáže a první foto-rozhovor[2].

## Narození v roce 1886
- 4. března – Margrethe Mather, americká fotografka († 25. prosince 1952)
- 24. března – Edward Weston, americký fotograf († 1. ledna 1958)
- 28. dubna – Erich Salomon, německý zpravodajský fotograf († 7. července 1944)
- 27. května – František Hák, český fotograf († 1. března 1974)
- 12. července – Raoul Hausmann, rakouský fotograf, spisovatel a výrvarník († 1. února 1971)
- 22. října – Carl Normann, norský fotograf († 8. ledna 1960)
- ? – Waldemar Eide, norský fotograf (23. května 1886, Stavanger, 28. listopadu 1963)
- ? – Eduard Sanders, nizozemský fotograf a vydavatel pohlednic (27. července 1886 – 24. srpna 1942)
- ? – Goroku Amemija, japonský fotograf (1886–1972)
- ? – Karl Schenker, německý portrétní a módní fotograf (23. října 1886 – 18. srpna 1954)
- ? – Erwin E. Smith, americký fotograf, dokumentoval život kovbojů na americkém divokém západě (22. srpna 1886 – 4. září 1947)
- ? – Martin Salcman, český malíř, ilustrátor, fotograf, učitel malby na fakultě architektury ČVUT a profesor na Vysoké škole pedagogické (pedagogické fakultě Karlovy univerzity) (7. května 1886 – 16. května 1979)
- ? – Armin Wegner, německý publicista a ochránce lidských práv (16. října 1886 – 17. května 1978)

## Úmrtí v roce 1886
- 11. března – Franz Antoine, rakouský botanik a fotograf (* 23. února 1815)
- 5. května – Joseph Albert, německý fotograf a vynálezce (* 5. března 1825)
- 15. června – Pascal Sébah, turecký fotograf (* 1823)
- 21. června – Hugh Welch Diamond, průkopník britské psychiatrie a fotograf (* 1809)
- 24. listopadu – Jean Laurent Minier, francouzský fotograf (* 23. července 1816)
- ? – Emil Rabending, rakousko-uherský fotograf (* 1823)